# يان ريغيل
يان ريغيل (3 أغسطس 1980 ببشيبرام في التشيك - ) هو لاعب كرة قدم تشيكي في مركز الدفاع. شارك مع منتخب جمهورية التشيك تحت 21 سنة لكرة القدم. أما مع النوادي، فقد لعب مع نادي ملادا بوليسلاف ونادي هراتس كرالوفه و1. FK Drnovice ‏ ونادي بريبرام وFK Baník Most 1909 ‏ وSK Dynamo České Budějovice ‏.

## وصلات خارجية
- يان ريغيل على موقع الاتحاد التشيكي (الإنجليزية)
- يان ريغيل على موقع قاعدة بيانات كرة القدم.إي يو (الإنجليزية)